# فرناندو تيخيرو
فرناندو تيخيرو (بالإسبانية: Fernando Tejero)‏ هو ممثل إسباني، ولد في 24 فبراير 1967 في إسبانيا. من الجوائز التي نالها Goya Award for Best New Actor ‏ سنة 2004.

## جوائز وترشيحات
جوائز
- Goya Award for Best New Actor [الإنجليزية]‏ (2004)

ترشيحات
- Goya Award for Best Supporting Actor [الإنجليزية]‏ (2009)

## وصلات خارجية
- فرناندو تيخيرو على موقع IMDb (الإنجليزية)
- فرناندو تيخيرو على موقع روتن توميتوز (الإنجليزية)
- فرناندو تيخيرو على موقع ألو سيني (الفرنسية)
- فرناندو تيخيرو على موقع ميوزك برينز (الإنجليزية)
- فرناندو تيخيرو على موقع أول موفي (الإنجليزية)
- فرناندو تيخيرو على موقع قاعدة بيانات الأفلام السويدية (السويدية)
- فرناندو تيخيرو على موقع قاعدة بيانات الفيلم (الإنجليزية)
- فرناندو تيخيرو على موقع كينوبويسك (الروسية)